# Ars Antiqua (gruppo musicale)
Ars Antiqua è un ensemble musicale italiano, con sede a Genova. Il gruppo è specializzato nell'esecuzione di musica antica, in particolare nel canto pre-medievale, canto gregoriano, musica medioevale e del Quattrocento.
Il gruppo, vincitore nel 1989 del primo premio nel Concorso Internazionale di esecuzione musicale "Isola di Capri", è stato invitato a rassegne e stagioni concertistiche da parte di enti prestigiosi; per citarne alcuni la Fondazione Guido d'Arezzo, la Fondazione Ugo e Olga Levi di Venezia, il Festival dei Due Mondi a Spoleto, la Fondazione Camunitas (2024).   

## Repertorio
Il gruppo ha un vasto repertorio di canti sacri monodici altomedievali, tra i quali canto gregoriano, canto romano antico e canto ambrosiano; quando è possibile le esecuzioni sono di tipo polivocale, conformemente alla prassi esecutiva del tempo.
Numerose le esecuzioni in pubblico nell'originario contesto liturgico del Ludus Danielis, celebre dramma del XII secolo di grande effetto scenico e musicale e della Messe de Notre-Dame di Guillaume de Machaut, della quale l'ensemble offre un'interpretazione filologica.
Il repertorio comprende inoltre la raccolta catalana Llibre Vermell de Montserrat, del XIII-XIV secolo, musica medievale italiana (laude e canto fratto), e polifonia medievale soprattutto inglese.

## Organico
Silvana Bianchi, Michela Casareto, Emanuela Decesari, Paolo Fabbri, Gaetano Fatuzzo, Guido Milanese (direttore), Laura Paglialonga, Stefano Pitto, Patrizia Robello, Patrizia Presti, Lorenzo Simonetti, Massimo Sulas.

## Discografia
Il gruppo ha partecipato all'album di Ivano Fossati Discanto, vincitore della Targa Tenco come miglior album del 1990. Ha registrato nel 2004 il CD Multae voces per la casa discografica genovese Philharmonia.